# Niedersächsisches Archivgesetz
Das Niedersächsische Archivgesetz (NArchG) ist die wesentliche Rechtsnorm für das öffentliche Archivrecht in Niedersachsen. Es legt die Aufgaben des Niedersächsischen Landesarchivs sowie anderer öffentlicher Archive fest, verpflichtet staatliche Stellen, archivwürdige Unterlagen den Archiven zur Übernahme anzubieten, und gewährt Personen grundsätzlich das Recht auf Nutzung von Archivgut.

## Inhalte
Das Gesetz regelt vor allem die Aufgaben und Zuständigkeiten des Niedersächsischen Landesarchivs. Es ist verantwortlich für die Übernahme, Erhaltung, Erschließung und Nutzbarmachung von Archivgut aus Behörden, Gerichten sowie bestimmten juristischen Personen des Privatrechts. Auch Schriftgut anderer Herkunft kann aufgenommen werden, wenn ein öffentliches Interesse besteht. Schriftgut umfasst dabei neben klassischen Akten auch elektronische Daten, audiovisuelle Medien und sonstige Dokumentationsformen.
Niedersächsische Landesbehörden sind verpflichtet, ihr ausgesondertes Schriftgut dem Landesarchiv zur Übernahme anzubieten. Besondere Vorschriften betreffen den Umgang mit personenbezogenen Daten und Daten, die gesetzlichen Geheimhaltungsvorschriften unterliegen. Nur das Landesarchiv entscheidet, was als dauerhaft wertvolles Archivgut gilt, und kann die Pflicht zur Anbietung im Einzelfall einschränken. Kommunale Körperschaften und der Landtag müssen ihr Archivgut ebenfalls sichern und können dazu eigene Archive führen oder das Landesarchiv nutzen. Öffentlich-rechtliche Rundfunkanstalten und Unternehmen, die am Wettbewerb teilnehmen, sind vom Gesetz ausgenommen.
Die Nutzung von Archivgut im Rahmen einer Benutzungsordnung steht grundsätzlich allen Personen offen. Es gelten jedoch Schutzfristen von 30 bis 50 Jahren, bei personenbezogenem Archivgut zusätzlich 10 Jahre nach dem Tod oder 100 Jahre nach der Geburt der betroffenen Person.

## Änderungen und Kritik
Als Projekt des Kabinetts Schröder I wurde das Gesetz am 25. Mai 1993 beschlossen und trat am 18. Juni 1993 in Kraft. Eine Novelle vom 5. November 2004 löste die Niedersächsische Archivverwaltung auf und integrierte die zuvor unabhängigen Staatsarchive als Abteilungen in das als Landesoberbehörde neu gegründete Niedersächsische Landesarchiv. Eine weitere Änderung wurde 2018 nötig, um das Gesetz an die Datenschutzgrundverordnung anzupassen. Eine weitere Änderung folgte im Jahr 2025 im Zuge der Überarbeitung des niedersächsischen Pflichtexemplarrechts. Es gibt zwar Pläne für eine weitere Novelle, der Koalitionsvertrag der aktuellen rot-grünen Landesregierung mit Stand 2025 sieht dazu jedoch nichts vor.
Die Arbeitsgemeinschaft der Landschaften und Landschaftsverbände in Niedersachsen (ALLviN) kritisiert, dass das Archivgesetz primär auf das Landesarchiv zugeschnitten ist und kommunale Archive nur unzureichend berücksichtigt werden. Dies führe dazu, dass die Verpflichtung zur Einrichtung eines professionellen Archivs oftmals nicht erfüllt wird und wichtiges Archivgut anderweitig abgegeben, dem Verfall überlassen oder vernichtet wird. ALLviN fordert bei einer Novellierung die strengere Erfüllung des Konnexitätsprinzips in Form von finanzieller Förderung und Archivberatungsstellen sowie die Gründung von Archivverbünden für kleinere Archive nach dem Vorbild des Archivgesetzes Nordrhein-Westfalens oder des Archivgesetzes Hessens. Ähnliche Forderungen formulierte 2019 und 2022 auch der Verband Niedersächsischer Archivarinnen und Archivare sowie bereits dessen Vorgänger ANKA im Jahr 2004. ALLviN sieht zudem rechtlichen Handlungsbedarf in Bezug auf die Archivierung von E-Akten.